# Artéská voda

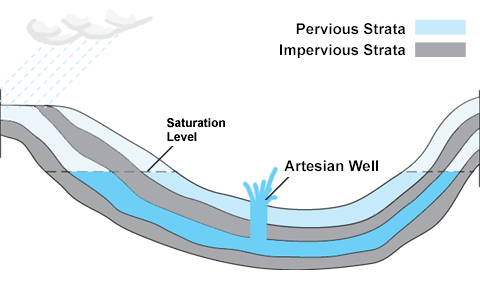
Artéská voda se studnou

Artéská voda je podzemní voda v napjaté zvodni, která má výtlačnou výšku hladiny nad úrovní povrchu terénu. Zvodeň v tomto případě má pozitivní piezometrickou výškou hladiny podzemní vody. V případě naražení takovéto zvodně vrtem nebo studnou, voda z takovéto tlakové zvodně samovolně vyvěrá na povrch, a to bez nutnosti jejího čerpání. Při provrtání stropních izolačních hornin tj. relativního hydrogeologického izolátoru artéského systému, dochází k vývěru podzemní vody na povrch, přičemž dochází k postupnému poklesu tlaku v tomto systému, a tlaková hladina (viz Bernoulliho rovnice) poklesne pod výškovou kótu terénu, čímž přestane artéská voda vytékat na povrch terénu. Postupně může dojít až k zániku artéského vývěru. Z artéské vody se postupně stane voda napjatá a při dalším snižování tlaků pod strop zvodněnce se zvodeň s napjatou hladinou stane zvodní s hladinou volnou.
Výronem artéských vod v pouštích terénních depresích mohou vzniknout oázy.
V hydrogeologické praxi se tak můžeme setkat s pojmy artéský vrt, artéský strop a artéská struktura.

## Původ názvu
Označení pochází od bývalého francouzského hrabství Artois, kde bylo ve 12. století vytvořeno kartuziánskými mnichy mnoho artéských studní, již dříve byly ale známy artéské studny v Sýrii a Egyptě.